# Monolene microstoma
Monolene microstoma es una especie de pez de la familia Bothidae en el orden de los Pleuronectiformes.

## Hábitat
Es un pez de mar.

## Morfología
• Pueden llegar alcanzar los 20,1 cm de longitud total.

## Distribución geográfica
Se encuentra desde las  costas del Golfo de Guinea y Senegal hasta Namibia.